# أمن حضري

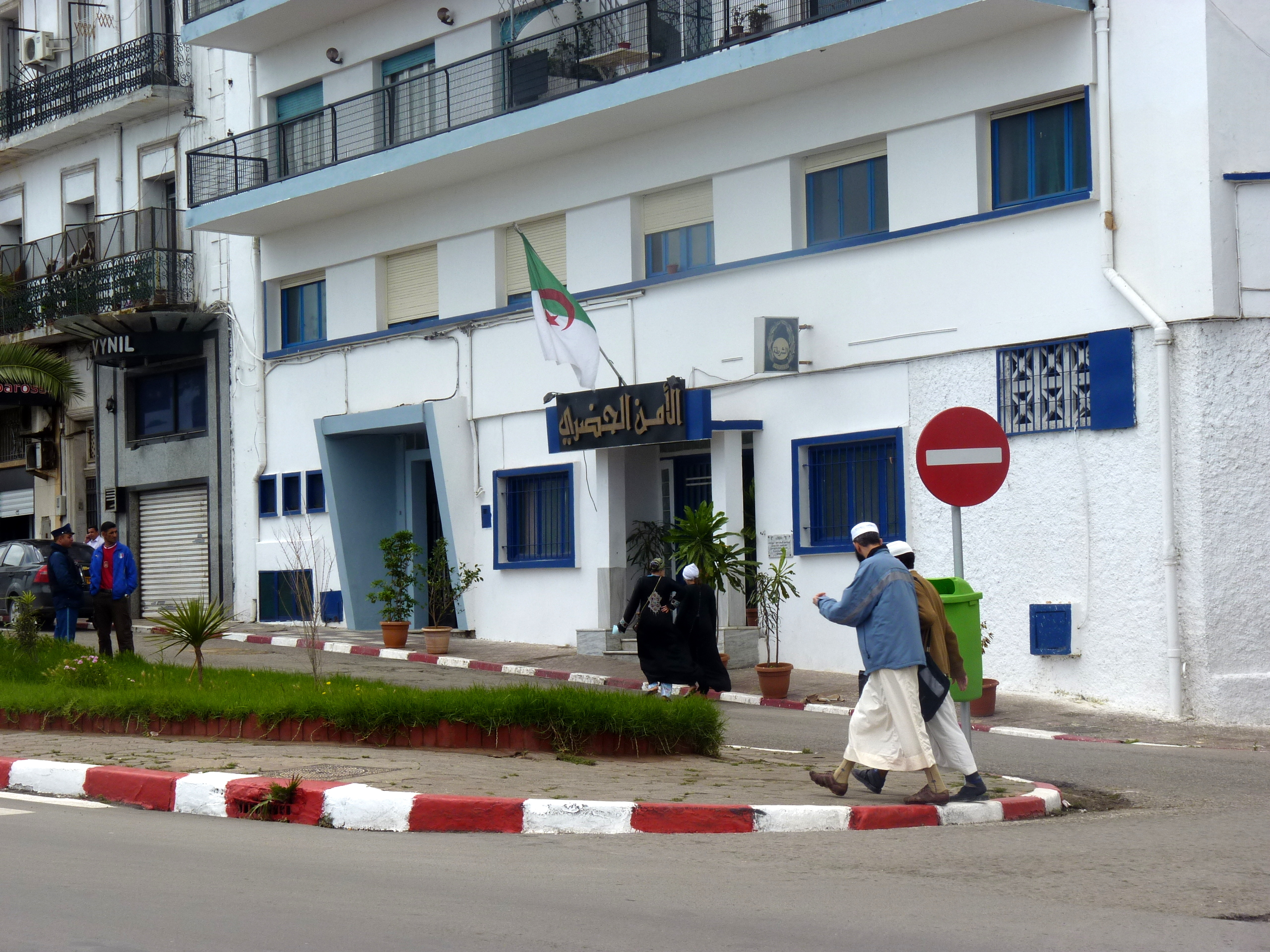
أحد مقار الأمن الحضري بوهران

الأمن الحضري ويتم استحداثه على مستوى المناطق الحضرية للمدن كلما دعت الضرورة لذلك وعددها يتناسب طردياً مع حجم المدن، والأمن الحضري كما أمن الدائرة هو امتداد لأمن الولاية، يشرف غالباً عليه محافظ شرطة وضابط برتبة ملازم أول على الأقل.